# Nariz negra de Valais
La nariz negra de Valais, en alemán Walliser Schwarznasenschaf y abreviada comúnmente como SN, es una raza de oveja suiza, originaria del cantón de Valais y criada principalmente con dos propósitos, para lana y carne.

## Historia
Los primeros informes de la raza datan de 1400. Fue oficialmente reconocida en 1962. Descendería de las ovejas de Vispertal (Visp), que se encuentra extinta. Una de las granjas más importantes de esta raza se encuentra en Zermatt.  Esta raza es, junto con la oveja Roux du Valais, las únicas razas de ovejas con cuernos en Suiza. 

## Descripción
Como su nombre lo indica, es una oveja blanca con rostro negro. Este color negro se encuentra en el medio de la cabeza, desde la nariz hasta el área de los ojos. Sus orejas también son negras, así como los tobillos, las rodillas y parte de la cola, en este caso solo para ovejas. Posee pezuñas negras. Ambos sexos tienen cuernos helicoidales o espirales. Su lana es larga y muy gruesa tanto en la cabeza como en el cuerpo y las piernas.

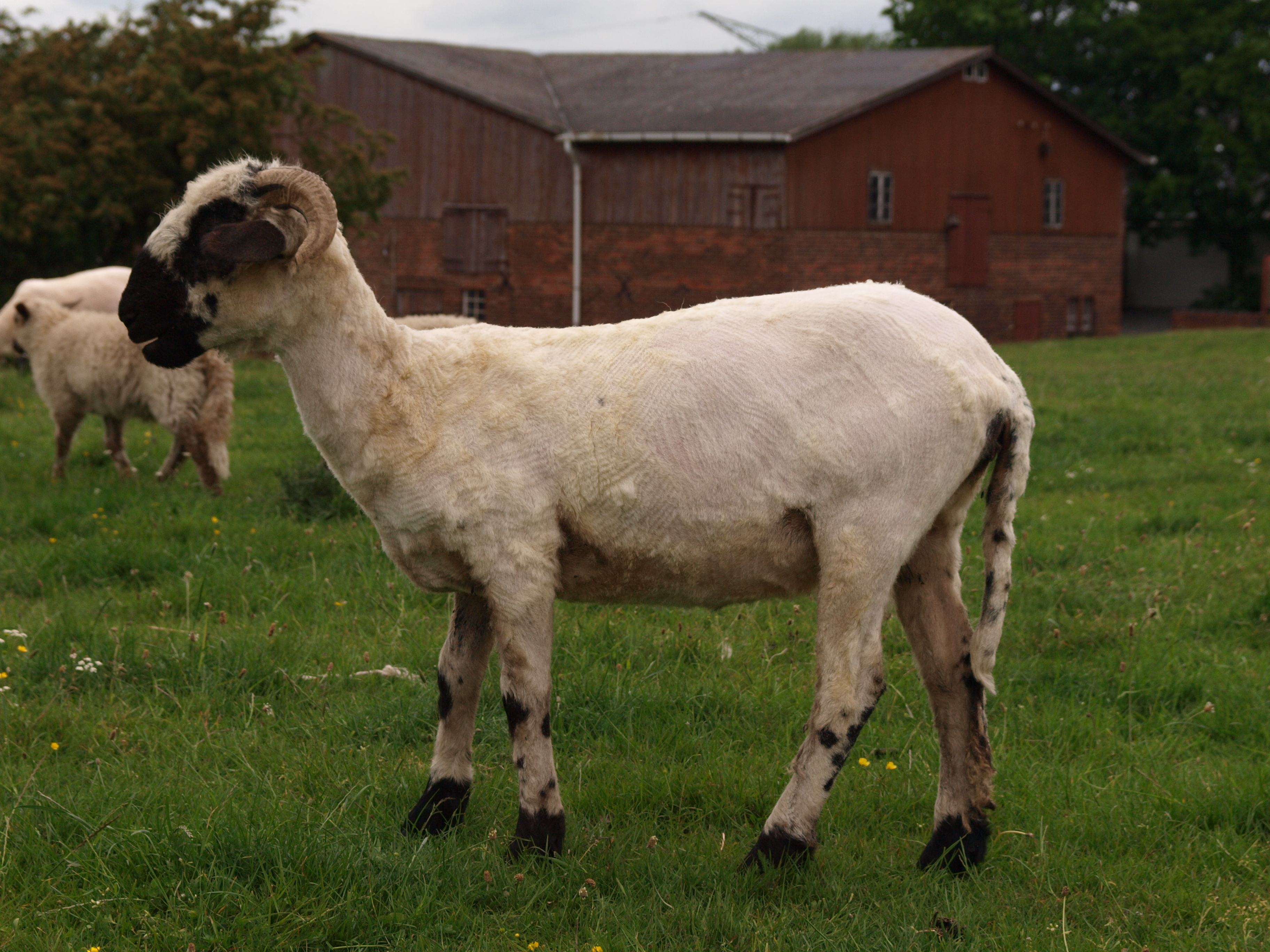
Hembra después de ser esquilada.
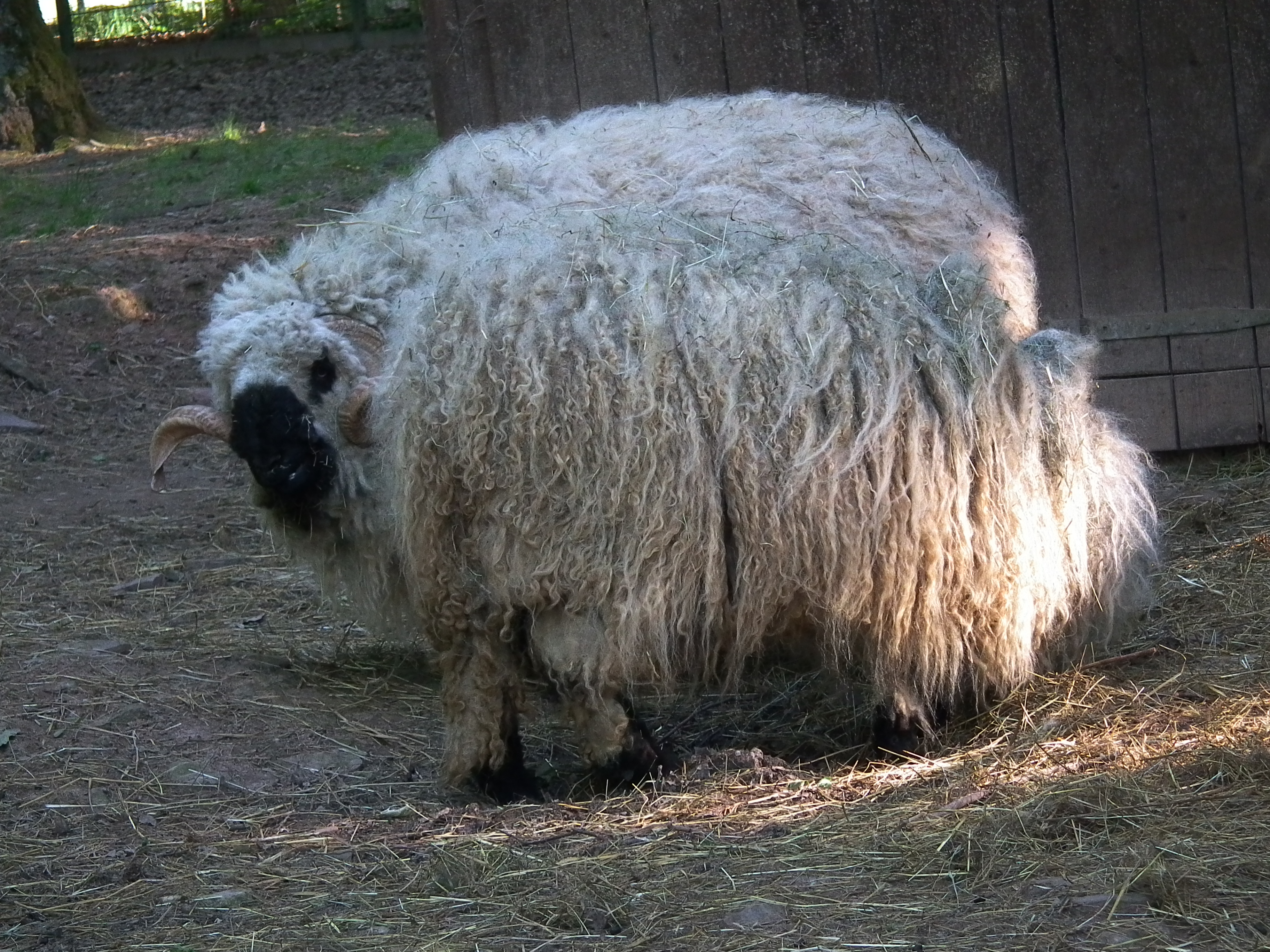
Ovejas en el parque Pforzheim.
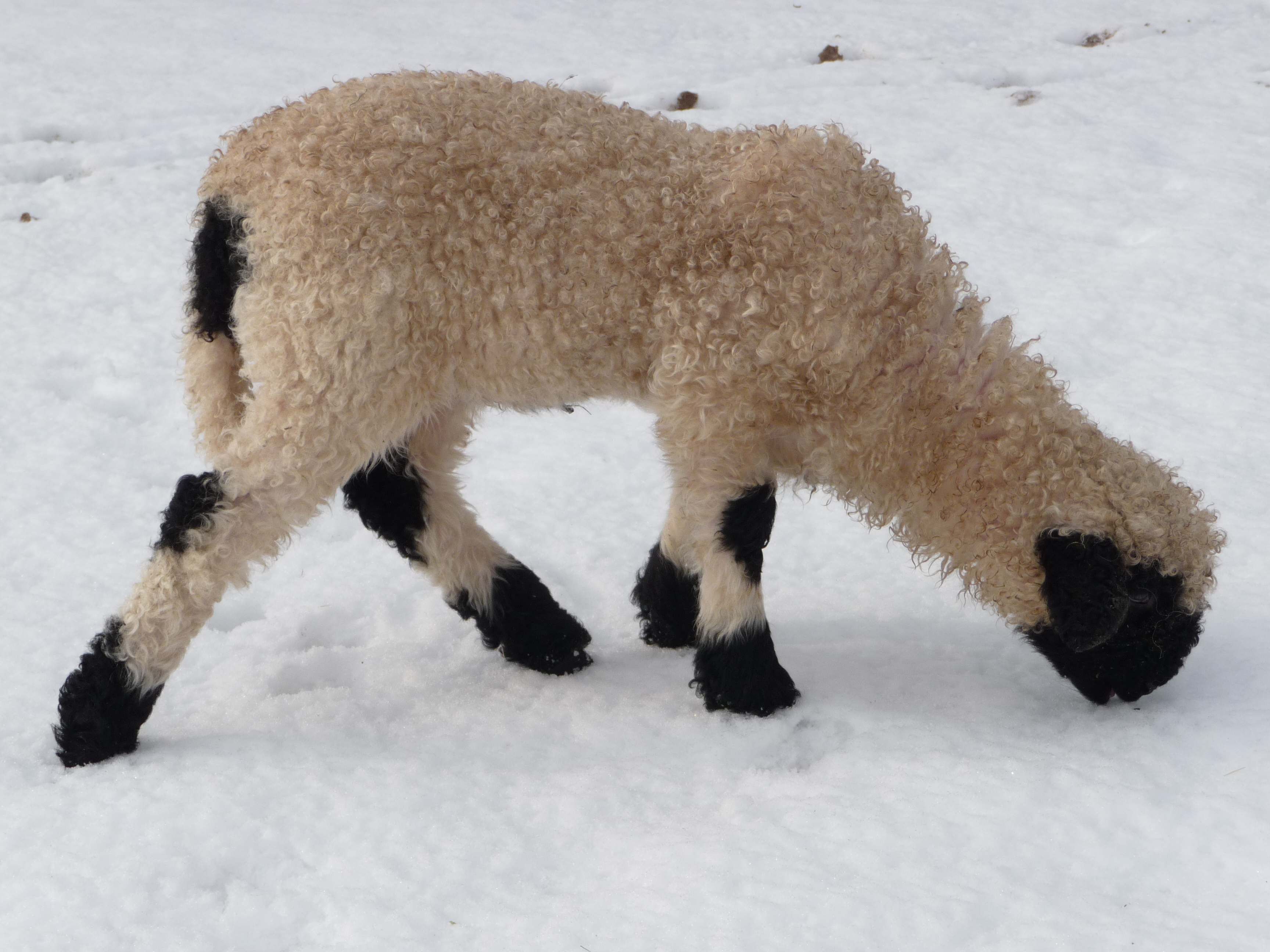
Cordero de diez días.
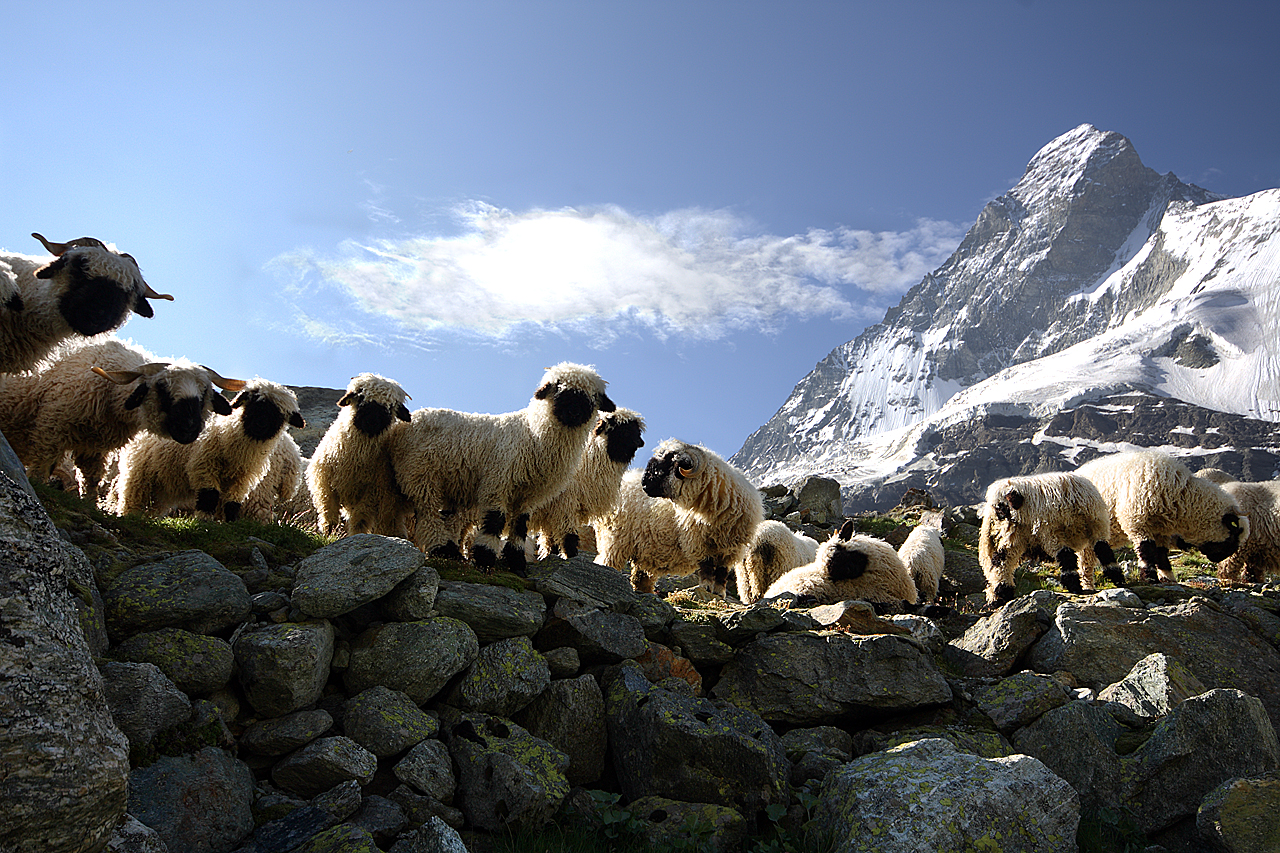
Rebaño de ovejas en Valais.

Es una oveja bastante grande y robusta con un físico simétrico y armonioso. A partir de los dos años, las ovejas pesan entre 70 y 90 kilogramos y los carneros entre 80 y 125 kilogramos y miden en promedio entre 75 y 83 centímetros, mientras que las ovejas miden entre 72 y 78 centímetros. La nariz negra de Valais tiene un cuello musculoso y corto, una frente y una mandíbula ancha con orejas medianas y una nariz aguileña. Su pecho es grande al igual que su cruz. Tiene una espalda recta, larga y muy ancha, y una masa musculada con buenas costillas. Tiene extremidades fuertes y una estructura ósea sólida. Su lana tarda de cinco a seis meses en crecer hasta diez centímetros. Debe cortarse dos veces al año y rinde 4 kilogramos de lana en promedio. Es difícil distinguir a los machos de las hembras por su apariencia. Gracias a su fuerte constitución y lana gruesa, se adapta muy bien a las duras condiciones climáticas.
Se reporta que su carácter es muy dócil y en diferentes partes del mundo está siendo muy demandada no solo por los productos que puede generar, sino también como animal de compañía.